# Shahecheng
Shahecheng är en ort i Kina. Den ligger i provinsen Hebei, i den norra delen av landet, omkring 370 kilometer sydväst om huvudstaden Peking. Antalet invånare är 125 132.
Runt Shahecheng är det mycket tätbefolkat, med 1 095 invånare per kvadratkilometer. Närmaste större samhälle är Xingtai, 13,9 km norr om Shahecheng. Runt Shahecheng är det i huvudsak tätbebyggt.
Genomsnittlig årsnederbörd är 615 millimeter. Den regnigaste månaden är juli, med i genomsnitt 240 mm nederbörd, och den torraste är januari, med 5 mm nederbörd.